# Jayuya
Jayuya ist eine der 78 Gemeinden von Puerto Rico.
Sie liegt im Zentrum von Puerto Rico. Sie hatte 2019 eine Einwohnerzahl von 13.891 Personen.

## Geografie
Jayuya liegt in der bergigen Zentralregion der Insel, nördlich von Ponce, östlich von Utuado und westlich von Ciales.

## Geschichte
Die Stadt Jayuya wurde 1911 gegründet, aber nicht-indigene Siedler lebten bereits 1878 in der Region. Damals wurde dort eine kleine Gemeinde gegründet, die von den größeren Städten der Küsten mit wenig bis gar keiner Kommunikation getrennt war. Gegen Ende des 19. Jahrhunderts konzentrierte sich die Stadt auf die Produktion von Kaffee, was die lokale Wirtschaft stark ankurbelte. Im Jahr 1911 wurde die Siedlung offiziell zur Gemeinde erklärt und hatte mehr als 9000 Einwohner.
Im Jahr 1950 war die Stadt Schauplatz des Jayuya-Aufstandes, bei dem Nationalisten einen Aufstand gegen die Herrschaft der Vereinigten Staaten starteten, angeführt von Blanca Canales, einer Sozialarbeiterin, und ihren Cousins Elio und Doris Torresola. Canales führte die Gruppe auf den Stadtplatz und hielt eine Rede, in der sie Puerto Rico zur unabhängigen Republik erklärte. Später wurde die Polizeistation angegriffen, Telefonleitungen gekappt und das Postamt niedergebrannt. Bei diesen Angriffen wurde ein Polizist getötet und drei weitere verwundet. Die Gruppe hielt die Stadt drei Tage lang, bis sie von US-Flugzeugen bombardiert wurde, die einen Bodenangriff der Nationalgarde von Puerto Rico unterstützten. Obwohl ein großer Teil der Stadt zerstört wurde, wurde die Nachricht von der amerikanischen Bombardierung nicht außerhalb von Puerto Rico berichtet. Stattdessen wurde es von den amerikanischen Medien in den USA als ein Vorfall zwischen Puertoricanern berichtet.

## Gliederung
Die Gemeinde ist in 11 Barrios aufgeteilt:
1. Coabey
2. Collores
3. Jauca
4. Jayuya Abajo
5. Jayuya barrio-pueblo
6. Mameyes Arriba
7. Pica
8. Río Grande
9. Saliente
10. Veguitas
11. Zamas

## Wirtschaft
Die Wirtschaft von Jayuya war schon immer stark von der Landwirtschaft abhängig. Produkte wie Kaffee, Tomaten und anderes Gemüse werden in der Region produziert und vertrieben. Die Viehzucht ist ein weiterer Teil der Wirtschaft der Stadt. In der Mitte des 20. Jahrhunderts siedelten sich in Jayuya mehrere Fertigungsindustrien an. Einige der Unternehmen, die sich derzeit in der Stadt befinden, sind Baxter Healthcare und Abbott Laboratories.

## Persönlichkeiten
- Beatriz Cruz (* 1980), Sprinterin